# Cycas chamaoensis
Cycas chamaoensis es una especie de Cycadopsida del género Cycas, de la familia Cycadaceae, del orden Cycadales.

## Distribución
Cycas chamaoensis se distribuye por Tailandia (Chantaburi).

## Taxonomía
Fue descrita científicamente por K.D.Hill. Fue publicado por primera vez en Brittonia 51(1): 58, fig. 6 en 1999.